# Luceanî, Jîdaciv
Luceanî (în ucraineană Лучани) este un sat în comuna Ciornîi Ostriv din raionul Jîdaciv, regiunea Liov, Ucraina.

## Demografie
Componența lingvistică a localității Luceanî
     Ucraineană (100%)
Conform recensământului din 2001, toată populația localității Luceanî era vorbitoare de ucraineană (100%).